# Пьер II (виконт Габарре)
Пьер II (фр. Pierre II; ум. до 1134) — виконт Габарре с 1097 года, старший сын виконта Пьера I Роже и Агнессы, дамы де Демю.

## Биография
Пьер унаследовал титул и владения отца в 1097 году. 
В 1103 году Пьер принимал участие в суде, устроенным в Ла-Реоле герцогом Гаскони и Аквитании Гильомом IX, где вместе с виконтом Беарна Гастоном IV выступил поручителем за Бернара, виконта Беножа и Безома.
Позже Пьер вступил в конфликт с настоятелем монастыря в Лераке. Виконт захватил некоторые земли, которые принадлежали монастырю, а настоятель был вынужден бежать. Но после того как настоятель обратился с жалобой в монастырь Клюни, Пьера обязали вернуть захваченные земли. Это требование было закреплено актом, датированным 8 августа 1115 года.
В 1118 году Пьер вместе с тестем, виконтом Беарна Гастоном IV, принимал участие в осаде Сарагосы. После захвата города 18 декабря Пьер в числе других гасконских сеньоров подписали документ о разделе Сарагосы, данный королём Арагона Альфонсо I Воителем. 
После 1118 года упоминания о Пьере из источников пропадают. Достоверно известно, что он был мёртв в 1134 году, когда его сын унаследовал Беарн.

## Брак и дети
Жена: ранее 1105 Жискарда (ум. апрель 1154), виконтесса Беарна с 1134. Дети:
- Пьер II (III) (ум. 1153), виконт Габардана (Пьер III) ранее 1134, виконт Беарна с 1134